# حسين أباد (سنبل أباد)
حسین أباد (بالفارسية: حسین‌آباد) هي قرية تقع في إيران في قسم سنبل أباد الریفي. يقدر عدد سكانها بـ 542 نسمة .